# Под крышами Монмартра
«Под крышами Монмартра» — советский цветной двухсерийный художественный фильм-оперетта, поставленный режиссёром Владимиром Гориккером в 1975 году. Телефильм является экранизацией оперетты Имре Кальмана «Фиалка Монмартра» (либретто — Самуил Болотин, Т. Сикорская).

## Сюжет
Оказавшись без крова и в долгах, продавщица цветов получает помощь от трёх друзей — художника, музыканта и поэта. Вскоре очаровательная Виолетта становится звездой — фиалкой Монмартра.

## В ролях
- Евгения Симонова — Виолетта Шевалье
- Валентина Смелкова — Нинон
- Александр Кайдановский — Рауль, художник
- Игорь Старыгин — Марсель, композитор
- Владимир Носик — Анри, поэт
- Людмила Касаткина — мадам Арно[1]
- Владимир Басов — Фраскатти, министр изящных искусств
- Олег Анофриев — дядюшка Франсуа[1]
- Георгий Георгиу — Бруйяр, директор театра
- Григорий Шпигель — Париджи, хозяин ресторана
- Александр Белявский — Ренар, секретарь министра изящных искусств
- Эммануил Геллер — Сценариус, помреж
- Елена Цорн
- Валентин Брылеев — консьерж (нет в титрах)

## В фильме поют
- Светлана Лукашова — Виолетта Шевалье
- Лидия Захаренко — Нинон
- Сергей Менахин — Рауль, художник
- Анатолий Моксяков — Марсель, композитор
- Борис Лобанов — Анри, поэт

## Съёмочная группа
- Сценарий:
  - Владимир Гориккер
  - Генрих Рябкин
- Режиссёр-постановщик: Владимир Гориккер
- Оператор-постановщик: Пётр Терпсихоров
- Художники:
  - Александр Бойм
  - Сергей Воронков
- Аранжировка: Георгий Фиртич
- Дирижёр государственного симфонического оркестра кинематографии: Юрий Силантьев
- Хормейстер: И. Агафонников
- Балетмейстер: Г. Бовт